# Ceylon (Programmiersprache)
Ceylon war eine Programmiersprache mit einem Software Development Kit (SDK), die auf Java basierte und für die Java Virtual Machine kompiliert wurde.
Im Jahr 2023 beendete die Eclipse Foundation das Projekt Eclipse Ceylon.

## Einordnung
Der Name Ceylon ist gleichzeitig die ehemalige Bezeichnung der Insel Sri Lanka sowie des von dort stammenden Tees. Dies kann als Anspielung auf Java gesehen werden, das nach dem Arabica-Kaffee benannt wurde, der auf der Insel Java angebaut wird. Das Projekt wollte eine Sprache und ein SDK nach heutigen Designstandards entwickeln, wobei sowohl aus den richtigen als auch den falschen Entscheidungen des Java-Projekts gelernt werden sollte.
Im April 2023 erklärte die Eclipse Foundation die Beendigung der Entwicklung von Ceylon.
Wie der Java-Compiler erzeugt der Ceylon-Compiler Bytecode für die Java Virtual Machine. Initiiert wurde sie vom Red-Hat-Entwickler Gavin King, der durch seine Arbeit an Seam und dem Hibernate-Framework bekannt wurde. Syntaktisch lehnt sich Ceylon stark an Java an. Red Hat beschreibt die Sprache als gut lesbar und extrem typsicher. Bisher wurden der Compiler für die Kommandozeile, Sprachmodule, das Laufzeitsystem, eine Eclipse-basierte Entwicklungsumgebung und ein Dokumentationcompiler veröffentlicht. Gegenüber dem für Version 1.0 geplanten Sprachumfang fehlten Ende 2011 nummerierte Typen, nutzerdefinierte Anmerkungen und Reflection.

## Grundkonzepte der Sprache
Ceylon erbt weitestgehend die Syntax von Java. Hello World in Ceylon sieht so aus:
```
shared
 
void
 
hello
()
 
{

   
print
(
"Hello World!"
);

}

```

### Überladen
Ceylon unterstützt kein Überladen von Methoden, allerdings können optionale Parameter mit einem Defaultwert belegt werden.

### Funktionen höherer Ordnung
Ceylon unterstützt Funktionen höherer Ordnung.
```
void
 
repeat
(
Integer
 
times
,
 
void
 
perform
())
 
{

    
for
 
(
Integer
 
n
 
in
 
1.
.
times
)
 
{

        
perform
();

    
}

}

```

## Compiler
Der Ceylon-Compiler ist mehrschichtig aufgebaut und besteht aus einem Parser/Typechecker, der den Code validiert, und Backends, die den validierten Code übersetzen. Es gibt ein Java-Backend, das mithilfe des OpenJDK-Compilers Java-Bytecode erzeugt, und ein JavaScript-Backend, das eine JavaScript-Datei erzeugt. Sowohl Parser als auch Backends sind dabei in Java geschrieben.

## Releases
Am 20. Dezember 2011 wurde der erste von sechs Milestones für die Version 1.0 freigegeben.
Milestone sechs ist am 23. September 2013 freigegeben worden und trägt die inoffizielle Version 0.6.
Am 12. November 2013 schließlich erschien Version 1.0.0.
Informationen zu künftigen Releases finden sich in der offiziellen Roadmap des Projekts.

## Testen
Auf try.ceylon-lang.org kann man sich fertige Codebeispiele zu einzelnen Sprachfunktionen anschauen und auch selber kleine Programme schreiben, die serverseitig mit dem JavaScript-Compiler kompiliert und dann im Browser ausgeführt werden.